# Aleksandr Kurlovitj
Aleksandr Nikolajevitj Kurlovitj (ryska: Александр Николаевич Курлович), född 28 juli 1961 i Hrodna i Vitryska SSR, död 6 april 2018 i Hrodna, var en sovjetisk/vitrysk tyngdlyftare. Han vann två guldmedaljer i supertungvikt vid olympiska sommarspelen 1988 i Seoul och 1992 i Barcelona.
Kurlovitj tog också fyra guldmedaljer i världsmästerskapen 1987, 1989, 1991 och 1994. Han satte tolv världsrekord mellan 1983 och 1994 och blev 2006 invald i det internationella tyngdlyftningsförbundets Hall of Fame.